# 姆巴埃雷博丁蓋國家公園
3°50′00″N 17°10′00″E / 3.8333°N 17.1667°E
姆巴埃雷博丁蓋國家公園是中非共和國的國家公園，位於該國西南部，成立於2007年，面積866平方公里，覆蓋大草原、低地洪氾區森林和雨林，有大象、大猩猩、水牛、黑猩猩、河馬和400多種鳥類棲息。